# Браймер, Джек
Джек Бра́ймер (27 января 1915, Саут-Шилдс, графство Тайн и Уир — 15 сентября 2003, Брайтон) — британский кларнетист.

## Биография
По окончании обучения работал школьным учителем музыки, в 1947 по предложению валторниста Денниса Брейна поступил на место первого кларнетиста в Королевском филармоническом оркестре Лондона под управлением Томаса Бичема (ранее это место занимал Реджинальд Келл). Проработав в этом коллективе шестнадцать лет, Браймер в дальнейшем был солистом Симфонического оркестра Би-Би-Си (1963—1972) и Лондонского симфонического оркестра (1972—1986). Он также выступал как солист и камерный музыкант, основал ряд ансамблей, среди которых — Лондонский барочный ансамбль, «Прометеус», «Лондонские духовые солисты» и др. Браймер вёл активную преподавательскую и музыкально-просветительскую деятельность, давая лекции и мастер-классы, работал в Королевской академии музыки.
Браймер — один из наиболее заметных британских кларнетистов XX века. Его исполнительская техника испытывает влияние Реджинальда Келла: она так же отмечена мягкостью и гибкостью тона, блестящей виртуозностью. Среди его записей — Концерт и Квинтет Моцарта, а также музыка для духовых ансамблей, в том числе малоизвестных композиторов эпохи классицизма. Браймер часто выступал на телевидении и радио, концертировал до середины 1990-х годов.